# Ot Remolins
Ot Remolins, född 25 februari 2004 i Andorra la Vella, är en andorransk fotbollsspelare som spelar för Andorras landslag och Club Unión Collado Villalba.
Remolins debuterade för Andorra i en förlust mot Belarus den 18 november 2023, i kvalet till EM 2024. Han har tidigare spelat för Espanyols ungdomslag.